# Ren Hayakawa
Ren Hayakawa (早川 漣, Hayakawa Ren, born 24 August 1987) és una arquera japonesa d'origen sud-coreà que va guanyar la medalla de bronze per equips de la seva disciplina en els Jocs Olímpics d'estiu de 2012.

## Vida personal
Hayakawa va néixer amb el nom de Um Hye-ryeon (hanja :嚴 惠漣) a Anyang, província de Gyeonggi a Corea del Sud. Va competir en tir amb arc a l'escola secundària i més tard va ser membre d'un equip professional, encara que mai es va classificar per a la selecció de Corea del Sud. Hayakawa es va convertir en ciutadana japonesa l'any 2007 després d'haver marxat de Corea del Sud per estudiar amb una beca de tir amb arc, matriculant-se a la Nippon Sport Science University.
Ren té una germana gran, Nami, que també és arquera olímpica i va competir als Jocs Olímpics d'estiu de 2008.

## Carrera
L'any 2011 Hayakawa va ser seleccionada per ser membre de l'equip olímpic japonès per als Jocs Olímpics d'estiu de 2012 que es van celebrar a Londres. Es va convertir en la segona persona de la seva família a competir als Jocs Olímpics després de la seva germana Nami Hayakawa, que abans havia competit pel Japó en tir amb arc als Jocs Olímpics d'estiu de 2008. A Londres, Hayakawa i les seves companyes Kaori Kawanaka i Miki Kanie van guanyar la medalla de bronze de la prova per equips femení, on van derrotar a Rússia per dos punts, fet que va suposar la primera medalla olímpica del Japó en tir amb arc per equips. També va competir en la prova individual femenina, perdent en la tercera ronda davant la coreana Ki Bo-bae.
Més tard, Hayakawa va guanyar el bronze a la competició per equips femenins als Jocs Asiàtics de 2014, al costat de la seva germana Kawanaka i de Yuki Hayashi.
Hayakawa va ser la cara de la campanya Primavera-Estiu 2021 d'Adidas by Stella McCartney dirigida per la fotògrafa japonesa Monika Mogi.